# Whatever that Hurts
Whatever that Hurts ist ein Lied der Gothic-Metal-Band Tiamat, das die Band 1994 veröffentlichte. Es erschien in der Hochphase des Genres Gothic Metal und avancierte zu einem Clubhit.

## Hintergrund und Veröffentlichungen
Das Stück Whatever that Hurts entstand in der Ausarbeitung des vierten Studioalbums der schwedischen Band. Nachdem, nach Veröffentlichung von Clouds und The Sleeping Beauty (Live in Israel), Johan Edlund erwog, Tiamat aufzulösen, entließ er in dem Wunsch künstlerischer Weiterentwicklung alle Tiamat-Mitglieder abseits des Bassisten Johnny Hagel aus der Band. Als Duo schrieb Tiamat an neuer psychedelischer und reduzierter Musik, die die Musiker auf Drängen des Produzenten Waldemar Sorychta mit stärkerem Metaleinfluss ausarbeiteten. Im Juli 1994 wurde Wildhoney im Woodhouse Studio in Dortmund inklusive Whatever that Hurts aufgenommen und am 1. September 1994 veröffentlicht. Dabei wurde zu Whatever that Hurts ein Musikvideo produziert, das vor dem Album veröffentlicht und in die Rotation der Musikfernsehsender aufgenommen wurde.

## Musik und Text
Mit Whatever that Hurts spielt Tiamat ein Stück Gothic Metal, das „wuchtig, getragen und episch-langsam“ erscheint. Der „schleppend doomige[…] Groove“ wurde im 4/4-Takt und im Grundton G-Dur bei einem Tempo von 130 BpM geschrieben. Das Stück gilt als emotional, energiegeladen und tanzbar. Der Text handelt von Erfahrungen mit halluzinogenen Drogen. Angeführt werden Psilocybe, Jimsonweed, Mescalin und verschiedene Varianten von Blottern, wie Zuckerwürfel oder mit Acid versetztes Wasser.
Musik und Text greifen harmonisch ineinander und transportieren einen dynamischen Wechsel zwischen Strophe und Refrain. Whatever that Hurts ist neben The Ar eines der schnelleren und kraftvolleren Stücke des Albums und bietet einen Brückenschlag zu den vorherigen Veröffentlichungen der Gruppe. „Nur hier vermischen sich perfekte Melodie mit teilweise Death Metal-lastigen Vocals“. Das als mitreißend wahrgenommene Stück ist mit langen psychedelischen und atmosphärischen Passagen versehen, die „in einem gigantischen Death-Metal-Refrain explodieren.“ Nach drei Vierteln der Laufzeit wird ein Gitarrensolo gespielt. In den Strophen des Stücks flüstert und spricht Edlund „um im getragenen Refrain aus tiefster Brust zu growlen.“

„The sounds of a running stream and chirping birds (actually the 30-second title track) introduce “Whatever That Hurts,” which effortlessly shifts from its slow, massive riff to a surprisingly beautiful melody, each section topped with Johan Edlund's death metal grunting and gentle whispering vocals, respectively.“

„Die Klänge eines plätschernden Baches und zwitschernder Vögel (eigentlich das 30-sekündige Titelstück) leiten Whatever That Hurts ein, das mühelos von einem langsamen, wuchtigen Riff zu einer überraschend schönen Melodie wechselt, wobei jeder Abschnitt von Johan Edlunds Death-Metal-Grunzen bzw. sanftem Flüstergesang gekrönt wird.“

## Bedeutung
Insbesondere durch die Rotation des in sandfarben gehaltene Musikvideos zu Whatever that Hurts erschloss sich Tiamat weitere Hörerschichten. Das Video zeigt Edlund an einer Klippe abwechselnd mit Stop-Motion-Sequenzen eine Marionette. Neben The Sleeping Beauty, The Ar und Gaia wurde das Stück zu einem der Klassiker der Band, die auch live häufig gespielt wurden. Im musikalischen Aufbau des Albums leitete Whatever that Hurts das später psychedelischen und akustischen Elementen ausgekleidete Werk mit Metal ein. Womit der Zugang für das Publikum einfacher war. Der Band gelang durch eine dichte Atmosphäre und den dynamischen Wechsel des Stücks zwischen Death-Metal-Elementen und ruhiger Musik die beiden konkurrierenden musikbasierten Szenen Metal und Schwarze Szene gleichsam anzusprechen.